# Консультирование по выходу
Консульти́рование по вы́ходу или консульти́рование о вы́ходе (англ. Exit counseling) — ряд процедур и методик, призванных убедить людей покинуть различного вида организации, группы и объединения, считаемые опасными или деструктивными. 
В отличие от методики насильственного депрограммирования, консультирование по выходу подразумевает добровольное согласие человека на несколько дней разговоров с психологами и родными, с предоставлением предположительно утаиваемой от него информации о группе, в которой он состоит, с обсуждением тех точек зрения, которые ему были внушены группой, и с полным отказом в это время от каких-либо связей с представителями своей группы. При этом консультируемый может добровольно принять решение, оставаться ли ему в группе или выйти из неё, а также прервать в любой момент консультации о выходе.

## Цели
В среде консультантов существует консенсус, что целью консультирования о выходе является содействие развитию способностей критического мышления. Консультанты по выходу не должны нарушать прав консультируемого на свободное волеизъявление и не должны оказывать негативное влияние на его идеологическую и духовную ориентацию.

## Разновидности
Консультирование по выходу можно разделить на две составляющие: религиозное и светское.
- В первом случае в ходе консультаций жертв сообществ (как официально относящих себя к религиозной области, так и дистанцирующихся от религии или прикрывающихся статусом общественной, образовательной или иного рода организации) ведётся раскрытие искажённости подачи информации о исторической религиозной системе региона представителями организации, на основании религиозных писаний.
- Во втором случае человек, на примерах других недобросовестных организаций, подводится к осознанию недоброкачественности полученной им информации на основании независимых и достоверных светских источников.

В обоих случаях методика призвана восстановить у человека способность к самостоятельному критическому мышлению, поиску и всестороннему анализу информации из разных источников.
Согласно теории, выдвигаемой практикующими в этой сфере психологами, человек вначале дезинформируется недобросовестными организациями об истинном положении в той сфере деятельности, которую продвигает организация. Далее, используя методику замалчивания, постепенно подменяя действительную личность человека, подводят его к нужным для организации выводам и воззрениям. Далее ведётся работа по отвлечению человека от критического мышления и подавления индивидуальности. Это нельзя в полной мере назвать контролем сознания, так как методика подразумевает сознательное согласие человека, которое достигается неэтичными манипулятивными методами. Этот феномен рассматривается Эллиотом Аронсоном в книге «Эпоха пропаганды» и называется искусственными воспоминаниями.
В то же время тоталитарные организации могут пытаться всячески оградить своих жертв от возможности самостоятельного мышления, анализа и получения информации извне, в частности с помощью метода постоянного контроля. В этом случае адепт во внешнем мире перемещается только в присутствии другого члена организации. Таким образом, даже в случае возникновения попытки внешнего информирования или критического взгляда он будет гарантированно изолирован.